# Волнения в Гарлеме (1935)
Волнения в Гарлеме — массовые протестные выступления городского населения, имевшие место 19 марта 1935 года, во время великой депрессии в Нью-Йорке, США. Этот бунт был назван первым современным расовым протестом в Гарлеме, так, как агрессия его участников, большей частью чернокожих американцев, была направлена преимущественно против собственности, а не против белых соотечественников. Гарлем располагается к северу от острова Манхэттен. В то время большую часть его населения составляли афроамериканцы.
Беспорядки спровоцировали слухи о том, что черного пуэрториканца избили за кражу сотрудники магазина «five and dime». В тот вечер протестная демонстрация проходила возле магазина, и после того, как кто-то бросил камень в витрину, последовало уничтожение другой собственности принадлежащей белым. Три человека погибли, сотни были ранены, общий ущерб был оценен в 2 миллиона долларов. Афроамериканские домовладельцы и бизнесмены покрыли большую часть расходов по ликвидации последствий.

## Предыстория
Во время великой депрессии национальные меньшинства в Гарлеме, и остальном Нью-Йорке больше других пострадали от безработицы, и пытались бороться с ней. Представители меньшинств часто увольнялись первыми, а нанимались последними. Их шансы получить работу были очень низкими.